# Victoire de l'ingénieur du son
La Victoire de l'ingénieur du son de l'année est une ancienne récompense musicale française décernée lors des Victoires de la musique en 1985, 1992 et 1993. Elle venait primer le meilleur ingénieur du son selon les critères d'un collège de professionnels.

## Palmarès
- 1985 : Andy Scott[1] pour Julien Clerc à Bercy
- 1992 : Dominique Blanc-Francard[1] pour Seul dans ton coin de David McNeil et Amours secrètes... Passion publique de Julien Clerc
- 1993 : Patrice Cramer[1] pour Où est la source ? de Michel Jonasz